# Francesco Villa
Francesco Villa (Milà, Itàlia, 1801 - 1884) va ser un comptable i un professor de comptables italià.
Fou part de l'Escola Llombarda de Comptabilitat. És considerat com un precursor de l'ús de la comptabilitat com una font d'informació de gestió, no considerant aquella una mera col·lecció de xifres, sinó una ciència, amb principis similars a l'economia i la gestió.